# الكسندر إتش. مكينون
الكسندر إتش. مكينون هو قاضي وسياسي كندي، ولد في 24 ديسمبر 1904 في إينفيرنيس، نوفا سكوشا ‏ في كندا، وتوفي في 16 يونيو 1973 في هاليفاكس في كندا. نشط حزبياً في الحزب الليبرالي في نوفا سكوشا ‏.